# Ahmad III Szach
Ahmad III Szach (ur. ok. 1452, zm. 30 czerwca 1463) – sułtan Dekanu w latach 1461–1463.
Rzeczywistą władzę w czasie panowania Ahmada III Szacha sprawowała jego matka, królowa wdowa. Ogłosił amnestię polityczną.

## Literatura
- Ahmad III Szach, [w:] M. Hertmanowicz-Brzoza, K. Stepan, Słownik władców świata, Kraków 2005, s. 702.